# Corispermum bardunovii
Corispermum bardunovii là loài thực vật có hoa thuộc họ Dền. Loài này được Popov ex Lomon. mô tả khoa học đầu tiên năm 1992.